# باتريك كيارني (قاتل متسلسل)
باتريك كيارني (بالإنجليزية: Patrick Kearney) هو قاتل متسلسل أمريكي، ولد في 24 سبتمبر 1939 في لوس أنجلوس في الولايات المتحدة.